# Завозни
Завозни — деревня в Ярцевском районе Смоленской области России. Входит в состав Капыревщинского сельского поселения. Население — 21 житель (2007 год). 
Расположена в северной части области в 20 км к северо-востоку от Ярцева, в 16 км севернее автодороги М1 «Беларусь», на берегу реки Вопь. В 18 км юго-восточнее деревни расположена железнодорожная станция Свищёво на линии Москва — Минск. 

## История
В годы Великой Отечественной войны деревня была оккупирована гитлеровскими войсками в июле 1941 года, освобождена в сентябре 1943 года.
2011 год население не более 10 человек